# 2878 Panacea
2878 Panacea eller 1980 RX är en asteroid i huvudbältet som upptäcktes den 7 september 1980 av den amerikanske astronomen Edward L.G. Bowell vid Anderson Mesa Station. Den är uppkallad efter Panakeia i den grekiska mytologin.
Asteroiden har en diameter på ungefär 15 kilometer och den tillhör asteroidgruppen Eos.